# سائل ذهبي
الشراب الذهبي أو العسل الأسود الخفيف هو شكل سميك ذو لون كهرماني من شراب السكر المقلوب المصنوع من عملية تكرير قصب السكر أو عصير بنجر السكر إلى سكر . يتم استخدامه في مجموعة متنوعة من وصفات الخبز والحلويات. له مظهر وقوام مشابه للعسل ، وغالباً ما يستخدم كبديل عندما لا يتوفر العسل.
لا ينبغي الخلط بينه وبين شراب الذرة العنبر أو سكر العنبر المكرر . دبس السكر العادي، أو العسل الأسود الداكن (وكذلك شراب القصب الموجود في جنوب الولايات المتحدة، مثل شراب قصب ستين )، له لون أكثر ثراء ونكهة قوية ومميزة.
صاغه الكيميائيان تشارلز إيستيك وشقيقه جون جوزيف إيستيك في مصفاة أبرام لايل وأولاده (الآن جزء من تيت آند لايل ) في بلايستو، نيوهام ، لندن، تم تعليب شراب لايل الذهبي لأول مرة وبيعه في عام 1885  تم اختيار الشعار من قبل أبرام لايل، "من القوي خرجت الحلاوة"، وهو يظهر على العلب. في عام 2006، تم إدراج شراب لايل الذهبي في موسوعة غينيس للأرقام القياسية باعتباره صاحب أقدم علامة تجارية وتغليف في العالم. 